# فرودگاه ولادیمیر سمیازینو
فرودگاه ولادیمیر سمیازینو (به روسی: Аэропорт Семязино) فرودگاهی عمومی واقع در ولادیمیر در کشور روسیه است که توسط  Vladimir FSUE "Avialesookhrana"  اداره می‌شود.

## شرکت‌های هواپیمایی و مقصدهای پروازی

### مسافری
| شرکت‌های هواپیمایی | مقصدهای پروازی |
| ----------------- | -------------- |
| پسکوف‌اویا         | پالکوو         |